# 신계륜
신계륜(申溪輪, 1954년 9월 9일~)은 대한민국의 정치인으로, 제14·16·17·19대 국회의원을 지냈다. 호(號)는 석불(石佛, 돌부처)이다.

## 생애
1954년 전라남도 함평군 월야면에서 태어나 광주고등학교 졸업을 거쳐 고려대학교 행정학과에서 학사 학위를 취득했다.
고려대학교 학사 학위반 시절이던 1980년 총학생회장에 당선되어 5월 초중순 계엄령 철폐시위에 나섰다가 5·17 비상계엄 전국확대 조치와 함께 예비검속돼 징역 3년형을 선고받았다. 이후 구로공단에서 노동자생활을 하다가 1991년에 이우정, 박우섭 등의 재야동지들과 신민주연합당의 발기인으로 나서면서 정계에 입문한다.
1992년 14대 총선에서 서울 성북구 을에서 민주당 후보로 출마해 당선됐고, 1998년 지방자치에서 고건 후보가 당선되면서 서울특별시 부시장에 임명되어 재임하다가 16대 총선, 17대 총선에서 연거푸 당선되면서 집권여당의 중진으로 발돋움한다.
2002년 대선 때는 민주당 노무현 대통령 후보 비서 실장, 정몽준 후보와의 후보 단일화 협상 단장, 노무현 대통령 후보자 비서실장을 역임하며 노무현 대통령의 당선에 기여했지만, 불법 정치자금을 받은 혐의로 징역 8월에 집행유예 2년, 추징금 5,500만원을 선고한 원심이 대법원에서 2006년 2월 10일 확정되어 의원직을 상실하였다.
2008년 대통합민주신당 사무총장, 통합민주당 사무총장, 18대 총선기획단장, 18대 총선 선거 대책 본부장을 역임하며 18대 총선을 지휘했으나, 정치자금법 위반 전력으로 민주당이 공천이 난항에 봉착하자 스스로 탈당, 무소속으로 출마.했지만 낙선했다.
2012년 19대 총선에서 민주통합당의 공천을 받아 서울 성북구 을의 국회의원으로 당선되었다.
국회 상임위원장 시절 받은 직책비를 아들 일본 유학 관련 자금으로 썼다고 검사가 주장을 해 논란이 되었다.
교명에서 직업을 빼기로 하는 입법청탁과 관련하여 2013년 9월부터 2015년 사이에 서울예술종합학교 김민성 이사장에게서 5500만원의 뇌물을 수수한 혐의로 서울중앙지검이 2015년 12월 22일 기소하여 1심에서 징역 2년 벌금 2500만원 추징금 2500만원이 선고되었다.(서울중앙지방법원2014고단1080) 쌍방 상소하여 2017년 3월 30일 항소심에서 4천만 원은 무죄 1천만 원과 5백만 원 상품권은 유죄로 인정하여 징역 1년 벌금 1500만원으로 감형된 선고가 있었으나 "사건의 쟁점이 법률적으로 고려할 여지가 있어 법정구속은 않기로 했다"고 밝히며 법정구속은 하지 않은 채 3개월 만인 2017년 7월 11일 대법원에서 상고기각되어 확정했으나(대법원2017도5346) 서울북부지검은 "최근 시술을 받아 몸이 불편하다는 내용의 진단서를 제출해 타당성을 검토한 뒤 형집행을 미뤘다"고 하면서 3일 후인 7월 14일 수감되었다.
당시 재판에서 유일한 증거였던 김민성 서울예술종합학교 이사장이 "국회의원 사무실 소파에 돈을 놔뒀다"고 했지만 사무실에 소파가 없다는 것이 드러나고 국회 cctv에도 방문 흔적이 없어 2021년 10월 9일 방송된 kbs 시사직격과 조국 전 법무부 장관의 회고록 「조국의 시간」은 '청와대 하명 수사'에 의한 검찰의 사건 조작 의혹을 제기하였다

## 학력
- 1967년 광주계림국민학교 졸업
- 1970년 광주북성중학교 졸업
- 1973년 광주고등학교 졸업
- 1985년 고려대학교 법과대학 행정학 학사

## 가족
- 부모: 신원식(申源植, 부 1921년), 장정림(張正林, 모)
- 배우자: 김유미
- 자녀: 2남

## 역대 선거 결과
|  | 41.67% |

|  | 39.16% |

|  | 52.21% |

|  | 50.99% |

|  | 29.07% |

|  | 53.98% |

## 소속 정당
| 소속 정당 | 소속 정당      | 소속 기간 | 비고           |
| --------- | -------------- | --------- | -------------- |
|           | 신민주연합당   | 1991      | 창당 정계 입문 |
|           | 민주당         | 1991~1995 | 합당           |
|           | 무소속         | 1995      | 탈당           |
|           | 새정치국민회의 | 1995~2000 | 창당           |
|           | 새천년민주당   | 2000~2003 | 합당           |
|           | 무소속         | 2003      | 탈당           |
|           | 열린우리당     | 2003~2007 | 창당           |
|           | 대통합민주신당 | 2007~2008 | 합당           |
|           | 통합민주당     | 2008      | 합당           |
|           | 무소속         | 2008      | 탈당           |
|           | 통합민주당     | 2008      | 복당           |
|           | 민주당         | 2008~2011 | 당명 변경      |
|           | 민주통합당     | 2011~2013 | 합당           |
|           | 민주당         | 2013~2014 | 당명 변경      |
|           | 새정치민주연합 | 2014~2015 | 합당           |
|           | 더불어민주당   | 2015~2017 | 당명 변경      |
|           | 무소속         | 2017~2023 | 자동 당적 상실 |
|           | 더불어민주당   | 2023~현재 | 복당           |

## 방송
- 2004년 KBS2 《TV는 사랑을 싣고》

## 같이 보기
- 성북구 을
- 서울 성북구의 국회의원
- 서울특별시 부시장